# Ciucea
Ciucea (ungarisch Csucsa) ist eine Gemeinde im Kreis Cluj in der Region Siebenbürgen in Rumänien.